# النادي المصري
النادي المصري للألعاب الرياضية أو كَما يُعرف اختصارًا بِاسم النادي المصري، هو نادٍ رياضي مصري محترف يلعب في الدوري المصري الممتاز، ومقره في مدينة بورسعيد، وهو بجانب الاتحاد السكندري أكثر الأندية في مصر مشاركة في الدوري الممتاز بعد الأهلي والزمالك، حيث شارك في جميع نسخ الدوري منذ انطلاقه ولم يغب سوى عن موسمين فقط بعد هبوطه إلى دوري الدرجة الثانية موسم 1957–58 نتيجة لتأثر النادي بالتداعيات السلبية التي خلفها العدوان الثلاثي على بورسعيد، ثم سرعان ما استأنف الفريق مشاركته في الدوري الممتاز اعتبارًا من موسم 1960–61 بعد صعوده مجددًا. تأسَّس النادي المصري بتاريخ 18 مارس 1920 وكان أول مجلس إدارة للنادي برئاسة أحمد حسني بك، سكرتير عام المجلس البلدي ببورسعيد، ومعه كل من يوسف لهيطة بك، وكيلًا لمجلس إدارة النادي، ومحمد إبراهيم عطا الله سكرتيرًا للنادي، ونيقولا تكلا، أمينًا للصندوق، وعضوية كل من عوض فقوسة، وعبد الرحمن الأتربي، وسليمان شحاته، وأحمد الطوبجي، وعبد الحميد محمود عطا الله، وعبد الرحمن لطفي باشا، وأحمد إبراهيم عطا الله، وعبد المطلب محمد. كان أول ملعب للنادي بنفس المكان الذي يشغله حاليًا مقر جمعية الشبان المسلمين ببورسعيد، ثم انتقل النادي إلى ملعبه التاريخي ستاد النادي المصري منذ عام 1955.
يعد النادي المصري أحد أهم وأقدم الأندية الجماهيرية في مصر، كما أنه النادي الأكثر شعبية في بورسعيد، فضلاً عن كونه أول نادٍ ينشأ للمصريين في منطقة قناة السويس بأكلمها والتي كانت في ذلك وقت تعج بأندية للجاليات الأجنبية المنتشرة بكثافة في المنطقة، يحمل النادي المصري منافسة طويلة الأمد مع النادي الإسماعيلي، باعتبارهما الناديان الأكبر والأكثر جماهيرية في منطقة قناة السويس وتسمى مبارياتهما بـ «ديربي القناة» أو «زعامة القناة»، غير أن الناديين تربطهما رغم ذلك علاقات وطيدة على الصعيدين الرسمي والجماهيري، نظرًا لأنهما تجمعهما العديد من القواسم المشتركة أبرزها تطلعهما الدائم لتحدي هيمنة الأهلي والزمالك على الكرة المصرية.
حقق النادي المصري 22 بطولة محلية رسمية في لعبة كرة القدم حتى الآن، حيث حصل على بطولة كأس مصر عام 1998، وبطولة كأس السلطان حسين 3 مرات، ودوري منطقة القناة 17 مرة، وكأس الاتحاد المصري التنشيطية مرة واحدة عام 1992.
يلقب مشجعو المصري النادي بالنسور الخُضر، نسبة إلى اللون الأخضر الذي يميز زي الفريق منذ نشأة النادي، وكذا شعاره الذي يحمل صورة نسر أخضر اللون، كما يُلقب النادي كذلك بزعيم القناة، بالنظر إلى أنه أول ناد للمصريين في منطقة القناة، بالإضافة إلى تحقيقه الرقم القياسي لعدد مرات الفوز بدوري منطقة القناة. يحتفظ المصري برقم قياسي فريد هو تحقيقه أكبر فوز عبر تاريخ الدوري المصري الممتاز عندما فاز على نادي بني سويف بنتيجة 11 مقابل صفر يوم 31 يناير 1964، غير أن الفوز الرسمي الأكبر للمصري في تاريخه هو فوزه على الإسماعيلي بنتيجة 18 مقابل صفر في إحدى مباريات دوري منطقة القناة.
يُعتقد أن النادي المصري هو أول فريق كرة قدم في الشرق الأوسط تشكل جماهيره رابطة رسمية لتشجيعه، وهي الرابطة المعروفة باسم جمعية رابطة مشجعي النادي المصري المشهرة قانونًا برقم 102 لسنة 1960، كما تسمى عدد من الأندية في مصر باسم المصري أسوة به مثل (النادي المصري القاهري ونادي المصري بالسلوم)
يمارس النادي عدة أنشطة رياضية أخرى غير كرة القدم مثل هوكي الانزلاق والسباحة وألعاب القوى والتايكوندو والكاراتيه والجودو والبلياردو والجمباز.

## تاريخ

### التأسيس
بدأت فكرة إنشاء فرق مصرية لكرة القدم تتبلور في أذهان أبناء بورسعيد في وقت مبكر، فظهر عدد من الفرق مثل فريق "ضيفة" وفريق "الموظفين" وفريق "الأهلي ببورسعيد"، ثم سرعان ما بادر بعض أعيان المدينة إلى قيادة مبادرة لتأسيس كيان رياضي واجتماعي يجمع المصريين في نادٍ واحدٍ، فكانت فكرة تأسيس النادي المصري والتي أكسبتها أحداث ثورة 1919 ضد للاحتلال البريطاني زخمًا كبيرًا أسهم في التعجيل بتنفيذها، وهو ما أثمر عن تأسيس النادي المصري يوم 18 مارس عام 1920، أي بعد عام واحد فقط من اشتعال الثورة في أرض مصر، وسط ذروة الوهج الوطني المصري الرافض للاحتلال. تشكل أول مجلس إدارة للنادي برئاسة أحمد حسني بك، سكرتير عام المجلس البلدي ببورسعيد، وضم مجلس الإدارة مجموعة من المصريين من أعيان المدينة دون وجود تمثيل لأي عنصر أجنبي في المجلس، وقد روعي أن يعكس تشكيل مجلس الإدارة تمثيل المصريين من المسلمين والمسيحيين على السواء للتأكيد على طبيعة النادي كوعاء جامع لكافة أطياف الهوية الوطنية، واختار الآباء المؤسسون للنادي "المصري" كاسم للنادي، إبرازًا لهذه الغاية؛ ليكون بذلك أول نادٍ يُطلق عليه هذا الاسم، ويكون كذلك النادي الأول الذي يمثل المصريين وسط العديد من الأندية الأخرى التي كانت منتشرة في بورسعيد ومنطقة قناة السويس ككل خُصصت جميعها للجاليات الأجنبية في ذلك الوقت؛ فكان المصري أول نادٍ مصري في منطقة قناة السويس يجمع المصريين في مواجهة أندية الأجانب، وهو ما مثل نوعًا جديدًا من أنواع المقاومة للوجود الأجنبي بمصر ولا سيما بمنطقة القناة بهدف ترسيخ الهوية الوطنية في جميع الميادين بما في ذلك الرياضة وكرة القدم خصوصًا.
استلهم النادي المصري اسمه من أغنية «قوم يا مصري» الوطنية الشهيرة التي ألهب بها فنان الشعب سيد درويش حماس المصريين، كما استمد النادي ألوان زيه الأخضر المُميز من لون العلم ذو اللون الأخضر الذي رفعه الثوار خلال أحداث ثورة 1919 في ذلك الوقت، وهو نفس العلم الذي استُلهم منه لاحقًا علم مصر وتم تبنيه رسميًا كعلم للبلاد عام 1923، وهو ما شكَل تأكيدًا على انحياز مؤسسي المصري المطلق والمبكر لقيم الثورة والانتماء للوطنية المصرية حتى قبل ترسيخ الثورة لأقدامها في البلاد، ولعل هذه النشأة الوطنية الخالصة للمصري والقائمة على روح التحدي والمقاومة منذ اللحظات الأولى هي ما تُفسر التعلق الشديد لجماهير النادي به وانتماء أهل بورسعيد خصوصًا للنادي وحماسهم الشديد له، ككيان وطني جامع يعكس الانتماء له في جوهره الانتماء للوطن مصر، فضلًا عما يمثله النادي من تعبير عن خصوصية أبناء بورسعيد وانتمائهم لمدينتهم التي التحمت بتاريخ مصر الحديث في مواجهة الغزاة عبر الأجيال المتعاقبة.
تكون أول فريق كرة قدم رسمي يمثل النادي المصري منذ اللحظات الأولى لتأسيس النادي في عام 1920، حيث ضم تشكيل أول فريق للنادي المصري اللاعبين الآتين: مصطفى ندا، أحمد هارون، حسن الديب، فؤاد إبراهيم، عبد المطلب محمد، خليل عطا الله، محمود حلمي الزيدي، حسن الشامي، السيد بلال، محمد حسن موسى، علي فقوسة، علي تعلب.

### بداية النشاط والفوز بالبطولات

عبد الرحمن فوزي، لاعب النادي المصري، هو أول لاعب عربي وأفريقي يحرز هدفًا ببطولة كأس العالم.

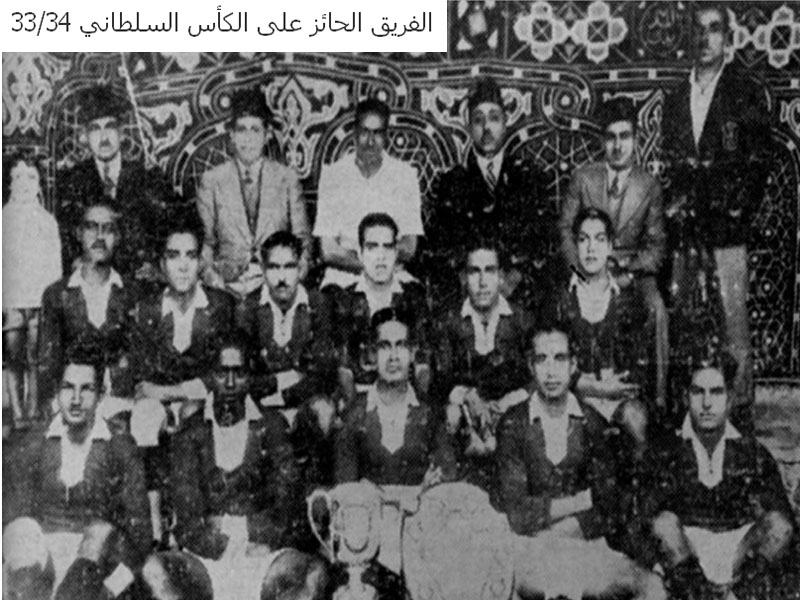
فريق النادي المصري الفائز بالكأس السلطانية ودوري منطقة القناة موسم 33-34.

استهل النادي المصري نشاطه بملاقاة الفرق المصرية والأجنبية في مباريات ودية، وقد كانت مباريات الفريق أمام الفرق الأجنبية بمنطقة القناة كفريق "فيرتوس" وفريق "هيسبيريا" تتسم بإثارة شديدة وتحظى باهتمام جماهيري خاص أدى إلى زيادة التفاف الجماهير حول النادي، خاصة بعد أن نجح الفريق سريعًا في إثبات قدرته على التفوق على هذه الفرق، ثم سرعان ما بدأ المصري المشاركة في المنافسات الرسمية والمتمثلة في ذلك الوقت في بطولات الكأس السلطانية وكأس مصر ودوري منطقة القناة.
كان النادي المصري منذ تأسيسه في طليعة الأندية التي سعت بقوة إلى تمصير كرة القدم في مصر وتحريرها من سيطرة الأجانب، لذا فقد ساهم مع أندية الأهلي والمختلط (الزمالك) والسكة الحديد والاتحاد السكندري في تشكيل أول منتخب كروي لمصر يشارك في أولمبياد أنتويرب 1920، رغم إصرار أنجيلو بولاناكي رئيس الاتحاد الرياضي المختلط وقتها والذي كان يدير الرياضة كلها في مصر على التدخل في اختيار المنتخب، وبالفعل نجحت مقاومة الفِرق المصريَّة في انتزاع حقها في اختيار عناصر المنتخب، وهو ما كان مقدمة لخوض هذه الأندية بعدها المعركة الأكبر لتأسيس الاتحاد المصري لكرة القدم، بعد أن كانت الكرة المصريَّة تعاني في بداياتها من تدخلات بريطانيا السياسيَّة، حيث أُسِّس ما سُمِّيَ بـ (الاتحاد المختلط) في 1910، ثم (الاتحاد المصري الإنجليزي) في 1916، وهو الوضع الذي كانت ترفضه الأندية الوطنيَّة ومن بينها المصري، إيمانًا منها بضرورة أن يكون لمصر اتحادًا وطنيًا يدير الكرة المصرية، وهو الهدف الذي نجحت الأندية الوطنية في تحقيقه في ديسمبر عام 1921 عبر تأُسيس الاتحاد المصري لكرة القدم برئاسة جعفر ولي باشا.
اقتنص المصري أول لقب رسمي في تاريخه خلال عقد العشرينيات من القرن العشرين عندما توج كبطل لأول نسخ دوري منطقة القناة في موسم 26-27 على حساب فريق "هيسبيريا"، كما نجح المصري كذلك في الوصول إلى المباراة النهائية لبطولة كأس مصر في موسم 1926–27، إلا أنه خسر المباراة النهائية أمام الأهلي بنتيجة 5-0.
حافظ المصري على لقب دوري منطقة القناة لخمسة مواسم متتالية حتى موسم 30-31 قبل أن يخسر اللقب في موسم 31-32، ثم عاد ليفوز باللقب ذاته في الموسم التالي 32-33، ثم في موسم 36-37، قبل أن يستعيد هيمنته على اللقب لخمسة مواسم متتالية، اعتبارًا من موسم 40-41 حتى موسم 44-45، ثم حل وصيفًا في الموسم التالي 45-46، ثم استعاد سيطرته على البطولة لثلاثة مواسم متتالية من موسم 46-47 وحتى موسم 48-49.
تُعتبر فترة النصف الثاني من العشرينيات وعقدي الثلاثينيات والأربعينيات من القرن الماضي هي الفترة الذهبية الأولى من عمر فريق كرة القدم بالنادي المصري، إذ نجح المصري في فرض سطوته علي منطقة القناة، وحقق خلالها البطولة 15 مرة، وهو ما أهَّله لحمل لقب «زعيم القناة»، كما نجح أيضًا خلال هذه الفترة في الفوز بالكأس السلطانية ثلاث مرات؛ الأولى في عام 1933 بفوزه على نادي الأوليمبي بنتيجة 2–1، في مباراة تاريخية أقيمت في بورفؤاد وشهدت زحفًا جماهيريًا غفيرًا لجماهير المصري بواسطة المعدّيّات، ثم كانت المرة الثانية في عام 1934 بعدما فاز المصري على الأهلي بالقاهرة بنتيجة 4–2 في مباراة شهدت تألّق نجم المصري محمد حسن بإحرازه ثلاثة أهداف، بينما تكفّل لاعب المصري "زين العابدين" بإحراز الهدف الرابع، وقد شهدت هذه المباراة أيضًا زحفًا جماهيريًا تاريخيًا لجماهير المصري التي استأجرت قطارًا بالكامل لنقل الجماهير من بورسعيد إلى القاهرة وعادت الجماهير مع لاعبي الفريق من القاهرة بالقطار حاملين الكأس الغالية إلى بورسعيد، ثم كانت المرة الثالثة في عام 1937، حيث فاز المصري على الزمالك بنتيجة 2–1 ليحقق لقبه الأخير بالكأس السلطانية، حيث وصل المصري للمباراة النهائية لذات البطولة في العام التالي 1938، إلا أنه خسرها، وكانت هذه هي النسخة الأخيرة التي تقام فيها البطولة.
وكان النجم الأول بالنادي المصري خلال تلك الفترة هو اللاعب عبد الرحمن فوزي، وهو أول لاعب مصري وعربي وأفريقي يحرز هدفين ببطولة كأس العالم عند مشاركته بصحبة زميله بالفريق محمد حسن مع منتخب مصر في نسخة كأس العالم 1934 بإيطاليا.
حلت فترة الأربعينيات والتي شهدت انطلاق الدوري المصري الممتاز وكان طبيعيًا أن يكون المصري أحد أبرز المشاركين في البطولة منذ انطلاق أول نسخة لها موسم 1948-49 وجاء المصري في المرتبة الرابعة في نهاية النسخة الأولى للدوري، كما حصل هدافه الأسطوري السيد الضظوي على لقب هداف البطولة بالاشتراك مع نجم الاتحاد السكندري محمد دياب العطار برصيد 15 هدفًا لكل منهما، كما وصل المصري خلال فترة الأربعينيات إلى نهائي كأس مصر مرتين في عامي 1945 و1947، غير أنه خسر اللقب في المرتين أمام الأهلي بنتيجية 3-2 ثم 2-1.

### المعاناة من آثار الحروب (بطولة بلا ألقاب)
حملت السنوات الأولى من الخمسينيات حدثًا سعيدًا لجماهير المصري، حيث شهدت بناء ستاد النادي المصري عام 1953، وقد تم افتتاح الستاد الجديد في 16 أكتوبر 1955 بحضور حسين الشافعي، وزير الشئون الاجتماعية بالنيابة عن الرئيس جمال عبد الناصر.
لم تهنأ جماهير المصري طويلًا، حيث كانت مدينة بورسعيد الساحة الأبرز للعدوان الثلاثي على مصر عام 1956 من جانب بريطانيا وفرنسا وإسرائيل بعد قرار الرئيس جمال عبد الناصر بتأميم شركة قناة السويس، ورغم العدوان؛ استطاع المصري إنهاء الدوري المصري الممتاز 1956–57 في المرتبة الخامسة، كما وصل إلى نهائي كأس مصر، إلا أن الفريق خسر المباراة النهائية.
تسبب العدوان الثلاثي في دمار كبير ببورسعيد، وهو ما تزامن مع رحيل بعض النجوم البارزة بالفريق وعلى رأسهم السيد الضظوي، الهداف التاريخي للمصري الذي انتقل إلى الأهلي، وهو ما أثر سلبًا على الفريق بشدة وأدى إلى هبوطه إلى الدرجة الأدنى للمرة الوحيدة طوال تاريخه في الموسم التالي للعدوان موسم 1957–58، قبل أن يعود الفريق سريعًا إلى الدوري الممتاز، اعتبارًا من موسم 1960–61 ويبدأ في استعادة مكانته بشكل تدريجي خلال سنوات الستينيات التي كان أبرز نجوم الفريق خلالها الثنائي الدولي محمد بدوي ومحمد شاهين اللذان قادا منتخب مصر لكرة القدم للحصول على المركز الرابع في دورة الألعاب الأولمبية طوكيو 1964.
بعد قيام حرب 1967 وتَوَقُّف النشاط الرياضي في مصر، صدر قرار جمهوري عام 1969 بإخلاء محافظة بورسعيد من السكان المدنيين لتجنيبهم الغارات الجوية الإسرائيلية التي كانت تستهدفهم، وهو الأمر الذي أدى إلى نزوح أهالي بورسعيد ومن بينهم لاعبي المصري وتفرقهم بين محافظات مصر المختلفة، وهي الفترة التي تعرف في تاريخ المصري بـجيل التهجير، كذلك تم تجنيد بعض لاعبي المصري وتطوع البعض الآخر في القوات المسلحة المصرية من أجل الاستعداد لخوض حرب التحرير، ومن بين هؤلاء كان الشهيد عبده أبو حسين، أحد لاعبي المصري خلال فترة جيل التهجير والذي كان أحد أفراد القوات المسلحة واستشهد في أثناء حرب أكتوبر عام 1973.
تسببت الظروف التي تلت حرب 1967 كما أوضحنا في تفرق لاعبي المصري، إلا أنه بمجرد الإعلان عن استئناف النشاط الرياضي في مصر وعودة مباريات الدوري المصري، فقد سارع النادي المصري إلى التواصل مع لاعبيه لاستئناف النشاط، وقد لبى لاعبو المصري أبناء جيل التهجير نداء ناديهم، رغم الظروف شديدة القسوة الناتجة عن الحرب وتفرق اللاعبين بين المدن المختلفة والغياب التام للموارد المالية بالنادي أو لملعب صالح للتدريبات وإقامة مباريات الفريق، إذ كان اللاعبون يتجمعون فقط في وقت المباريات لخوضها ثم يعودون بعدها إلى ديارهم الجديدة في مختلف ربوع مصر أو إلى ثكناتهم العسكرية.
كان هذا الجيل من لاعبي المصري يخوضون مباريات الفريق على مدار الفترة من عام 1969 وحتى 1974 دون مقابل، حبًا في ناديهم وإيمانًا منهم بقيمة الكيان الذي يمثلونه وأهمية استمراره على قيد الحياة رغم قسوة الظروف، كما بلغت الدراما ذروتها في أن انتقالات لاعبي المصري بين المدن لأداء المباريات كانت تتم بواسطة القطار بالمجان بموجب استمارات تصرفها وزارة الشئون الإجتماعية للنادي لعدم قدرته على دفع نفقات الانتقالات. الأكثر من ذلك، أن هناك لاعبين ترك بعضهم فرصًا أفضل كثيرًا بأندية مستقرة من أجل الدفاع عن ألوان ناديهم أمثال الأسطورة مسعد نور الذي ترك نادي الزمالك وعاد إلى المصري تلبية لنداء ناديه، الأمر ذاته فعله عبود الخضري الذي كان محترفًا في الدوري اليوناني، لكنه فضل العودة لمصر من أجل الحفاظ على كيان النادي.

### جيل البحث عن المجد (الثمانينيات)

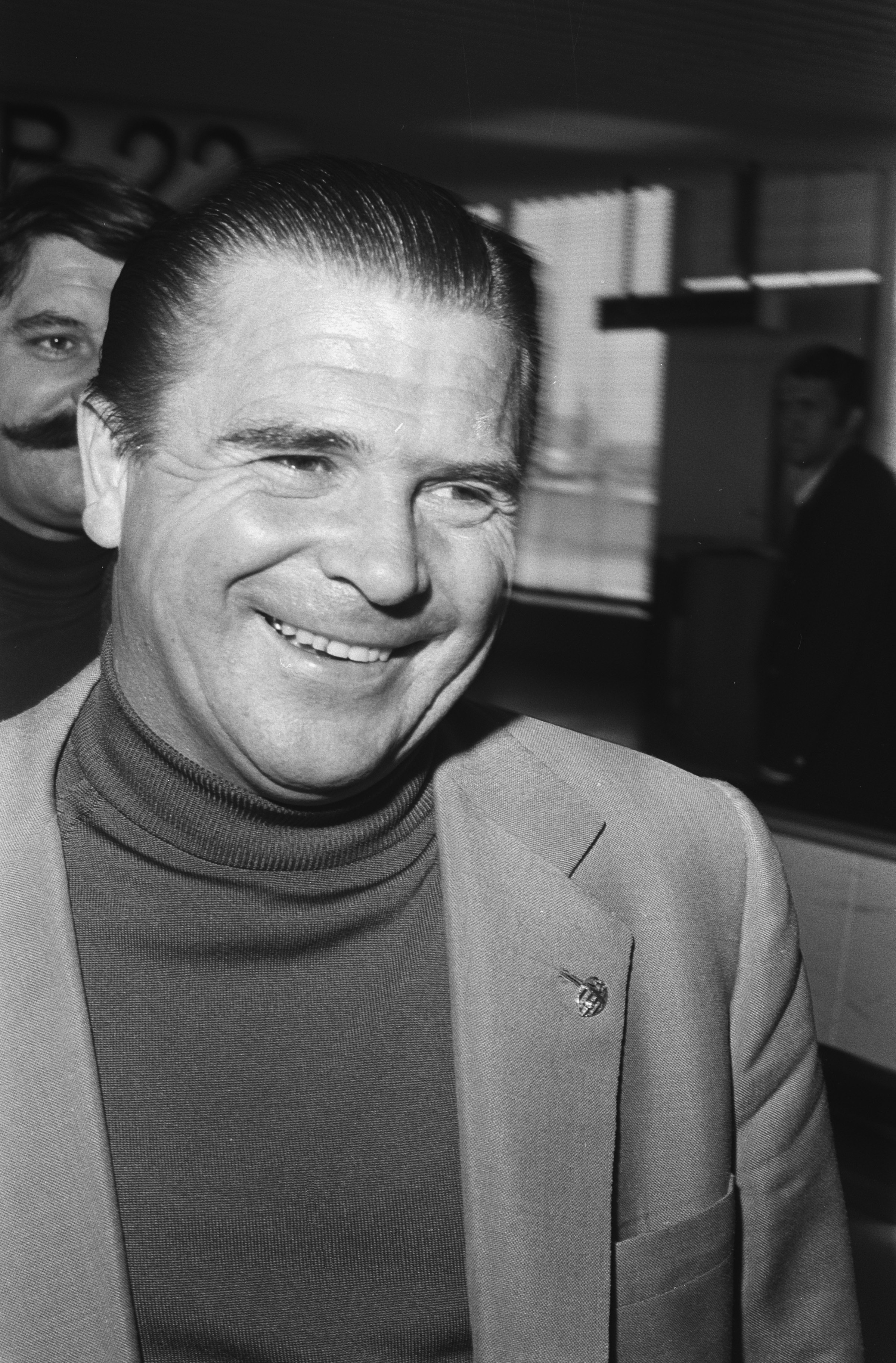
قاد المدير الفني المجري فيرينتس بوشكاش نادي المصري لتحقيق المركز الثالث في الدوري مرتين متتاليين، في موسمي 1979–1980 و1980–1981.

شكلت فترة الثمانينيات الفترة الذهبية الثانية في تاريخ فريق كرة القدم بالنادي المصري، حيث شهدت تولي السيد متولي رئاسة النادي وعمل منذ توليه المنصب على الاهتمام بفريق الكرة والانفاق المالي عليه ليعيده من جديد كمنافس قوي على جميع البطولات. استقدم متولي لاعبين على مستوى عالٍ مثل إينو وجمال جوده وغيرهما. ولكن ظل مسعد نور ابن بورسعيد الملقب بـ«الكاستن» هو النجم الأشهر للفريق خلال هذه الفترة. كما استقدم متولي مدربين على مستوى عالٍ كان اشهرهم أسطورة ريال مدريد فيرينك بوشكاش الذي ظل يتمتع بحب جماهير المصري حتى اليوم.
حرص النادي المصري عام 1980 على الاحتفال باليوبيل الذهبي لتأسيس النادي، وهو الاحتفال الذي كان يُفترض أن يقام في عام 1970، إلا أنه تأخر عشر سنوات كاملة بسبب الظروف الصعبة التي شهدتها مصر والنادي المصري جراء الحروب، وقد احتفل المصري بهذه الذكرى من خلال إقامة مباراة كبرى يوم 28 أكتوبر 1980 بستاد النادي المصري ببورسعيد أمام آينتراخت فرانكفورت بطل كأس الاتحاد الأوروبي في هذا العام، وفاز المصري بهذه المباراة 2-1.
قاد بوشكاش المصري للمركز الثالث موسم 1979–1980 للمرة الأولى منذ 27 عامًا، ثم كرر بوشكاش الإنجاز ذاته في الموسم التالي. أطلق بوشكاش على المركز الثالث لقب «بطوله دوري الأقاليم بعد الأهلى والزمالك»، في اشاره لما اعتبره تعنتًا تحكيميًا ضد فريقه في ذلك الوقت لصالح ناديا القاهرة الأهلي والزمالك.
يعتبر المصري هو الفريق الوحيد في مصر الذي احترف فيه لاعبان من إيران، وكان ذلك في موسم 1983/1984 عندما استقدم لاعبين إيرانيين هما إبراهيم قاسمبور وعبد الرضا بارزيغاري والذين ساعدا الفريق في هذا الموسم في الحصول على المركز الرابع بالدوري والوصول إلي نهائي كأس مصر قبل أن يخسر من الأهلي بنتيجة 1–3 بعد الوقت الإضافي، رغم تقدم المصري بهدف حتى الوقت البدل الضائع من عمر الشوط الثانٍ للمباراة وتأهب الحضور لتسليم الكأس للمصري.

### العودة إلى التتويج بالألقاب وبداية المشاركات القارية (التسعينيات)
استمر المصري في التواجد بشكل متكرر بالمربع الذهبي بالدوري المصري خلال عقد التسعينيات. واستهل الفريق هذا العقد بالفوز ببطولة كأس الاتحاد المصري التنشيطية عام 1992، كما حقق الفريق بطولة كأس مصر عام 1998 بعد فوزه في نهائي البطولة على فريق المقاولون العرب 4–3 في ستاد القاهرة الدولي وسط زحف جماهيري غير مسبوق قدر بنحو 40 ألف متفرج، ليكون ذلك هو أول لقب يحققه الفريق في بطولة الكأس بعدما خسارة النهائي في تسع مرات سابقة، أعوام 1927، 1930، 1945، 1947، 1954، 1957، 1983، 1984، 1989.
شارك المصري في عام 1999 ببطولة كأس إفريقيا للأندية الفائزة بالكؤوس بصفته بطل كأس مصر ووصل فيها إلى نصف النهائي بعدما أقصى في طريقه فرق المريخ السوداني وأشانتى كوتوكو الغاني ودراغون الكونغولي، ولكن ودع الفريق البطولة في دور النصف النهائي على يد النادي الإفريقي التونسي. وفي ذات العام حصل المصري على المركز الثالت في البطولة العربية للأندية الفائزة بالكؤوس التي اقيمت بالكويت. يعد اللاعب إبراهيم المصري أحد أبرز لاعبي الفريق في تلك الحقبة ولقبه الجماهير بـ«مارادونا بورسعيد»، كما ضم الفريق خلال هذه الفترة العديد من النجوم البارزين الآخرين مثل أحمد مصطفى ومصطفى رياض ومحمد القط ومحمد عمر (الأكو) وأيمن مشالي وحسن نصر وحمد إبراهيم وعفت نصار ومحمود أبو الدهب والحسن محمد، بالإضافة إلى سيف داوود.

### بداية الألفية الجديدة (2000–2013)

صورة حية لاحداث ستاد بورسعيد.

شهد العقد الأول من القرن الحادي والعشرين تراجعًا في نتائج الفريق نتيجة لضعف الموارد المالية وزحف ظاهرة أندية الشركات والمؤسسات في الكرة المصرية والتي اثرت سلبًا على الأندية الشعبية التقليدية في مصر. فرغم أن المصري استهل هذا العقد بالحصول على المركز الثالث بالدوري بعد الزمالك والأهلي في موسم 2000/2001، إلا أنه ارتضى في المواسم التالية بمجرد التواجد في منتصف جدول ترتيب المسابقة. شارك المصري في عام 2002 في كأس الاتحاد الإفريقي للأندية بصفته صاحب المركز الثالث ببطولة الدوري ووصل الفريق للدور قبل النهائي للبطولة، حيث اصطدم بفريق شبيبة القبائل الجزائري والذي تأهل للمباراة النهائية بعد فوزه على المصري بهدفين نظيفين بالجزائر في مباراة العودة في الوقت الذي كانت مباراة الذهاب قد انتهت فيه بهدف نظيف سجله إبراهيم المصري في اللحظات الأخيرة من المباراة.
حاول السيد متولي، الرئيس التاريخي للنادي المصري تكوين فريق جديد في موسم 2004-05 يعتمد قوامه الأساسي على النجوم الكبار من ذوي الخبرة مثل التوأم حسام حسن وإبراهيم حسن ونادر السيد وسمير كمونة ومحمد عمارة وخالد بيبو، إلى جانب العناصر البارزة الأخرى التي كان يضمها الفريق في ذلك الوقت مثل أحمد حافظ وعبد الله رجب، إلا أن هذه التجربة لم تحقق نجاحًا كبيرًا، إذ تمثلت أبرز نتائج هذا الفريق في الوصول إلى الدور نصف النهائي لكأس مصر عام 2005.
عاد بعدها المصري للظهور في البطولات الخارجية من خلال المشاركة في بطولة دوري أبطال العرب عام 2008 ولكن لم يبل الفريق بلاًء حسنًا، حيث خرج من دور ال32 على يد نادي الطليعة السوري، كما لم تكن مشاركته موفقة كذلك في بطولة كأس شمال أفريقيا للأندية الفائزة بالكؤوس عام 2009، حيث فاز على فريق شبيبة بجاية الجزائري بهدف في بورسعيد قبل أن يلقى الخسارة في بجاية بهدفين نظيفين.
بعد وفاة رئيس النادي المصري الأسبق السيد متولي عام 2008، مر النادي بفترة وجيزة من عدم الاستقرار الإداري، ليتولى كامل أبو علي بعدها مسئولية قيادة النادي المصري في مرحلة جديدة بدأ فيها عشاق المصري في التطلع إلى العودة للمنافسة القوية وحصد البطولات، وبدأ أبو علي في اتباع سياسة جديدة باستقدام اللاعبين المميزين خصوصًا من صغار السن، أملًا في تكوين فريق يلبي طموحات جماهير المصري المتحمسة، وهو ما أثمر عن تطور لافت في مستوى الفريق، إلا أن أحداث ستاد بورسعيد 2012 أجهضت هذه التجربة وتسببت في معاناة الفريق والنادي من آثارها طوال موسمين حتى بدأ يستعيد الفريق عافيته من جديد.

### فترة رئاسة سمير حلبية (2015–2022)
تولي قيادة النادي المصري مجلس إدارة جديد برئاسة سمير حلبية في أغسطس عام 2015 وكانت أولى قراراته استعادة حسام حسن لقيادة الفريق فنيًا في ولاية ثالثة له بالمصري، وعمل حسام حسن على تكوين فريق جديد للمصري يعتمد قوامه الرئيسي على الشباب واللاعبين غير المشهورين، وقد أثمرت هذه السياسة الجديدة عن تطور كبير في مستوى الفريق ونتائجه جعلته ينهي الدوري المصري الممتاز 2015–16 بالمركزالرابع متساويًا في النقاط مع نادي سموحة صاحب المركز الثالث والذي تفوق فقط بمجموع المواجهات المباشرة ليتأهل الفريقان معًا إلى كأس الكونفيدرالية الإفريقية ويعود المصري للمسابقات القارية بعد نحو 14 عامًا من الغياب. وفي موسم 2016-2017 حصل على المركز الرابع منفردًا للمرة الثانية علي التوالي، كما بلغ نهائي كأس مصر أمام الأهلي ليضمن المصري مجددًا التأهل للمشاركة في كأس الكونفيدرالية الإفريقية للمرة الثانية على التوالي رغم خسارته المباراة النهائية للكأس بنتيجة 2-1 في اللحظات الأخيرة من الشوط الإضافي الثاني للمباراة، كما لعب المصري مباراة السوبر أمام النادي الأهلي في الإمارات، إلا أنه خسر اللقب بنتيجة 1–0، وسُجل الهدف خلال الوقت الإضافي من المباراة.
حقق المصري المركز الثالث في بطولة الدوري المصري الممتاز 2017–18 ليتأهل لبطولة كأس الكونفيدرالية الإفريقية، ثم حقق المركز الرابع في بطولة الدوري المصري الممتاز 2018–19 ليحافظ على تواجده بالمنافسات الأفريقية للعام الرابع على التوالي، ثم حقق المركز السادس في بطولة الدوري المصري الممتاز 2019–20 ليغيب للمرة الأولى عن المشاركة الأفريقية، قبل أن يتدارك الأمر في الموسم التالي ويقود علي ماهر الفريق للعودة إلى المشاركات الأفريقية.

### عودة كامل أبو علي لرئاسة النادي (2022–الآن)
عاد كامل أبو علي لرئاسة النادي المصري بعد انتخابه وقائمته بالكامل بالتزكية في 29 أغسطس 2022 لقيادة النادي لفتر تمتد إلى 4 أعوام. سعى أبو علي ومجلسه منذ انتخابهم لإعادة هيكلة النادي إداريًا وتسوية المشكلات الموروثة عن مجلس الإدارة السابق، كما قام باستقدام العديد من اللاعبين الجديد لتجديد قوام الفريق في مسعى يستهدف البناء التدريجي من أجل العودة للمنافسة والفوز بالبطولات.
حقق المصري في الموسم الأول في عهد مجلس الإدارة الجديد برئاسة كامل أبو علي المركز الخامس في بطولة الدوري المصري الممتاز 2022–23، كما وصل في نفس الموسم إلى نهائي كأس الرابطة المصرية 2023، إلا أنه خسر اللقب لصالح سيراميكا كليوباترا.
تمكن المصري من ضمان التأهل إلى بطولة كأس الكونفيدرالية الإفريقية لموسم 2024-24، وذلك بناء على قرار الاتحاد المصري لكرة القدم باختيار المصري لتمثيل مصر في البطولة، رغم عدم انتهاء الموسم الكروي، وبصفته صاحب المركز الثالث بالبطولة وقت اختيار الفرق المشاركة.

## الألوان والشعار

علم مصر (1923-1958)

- استمد النادي المصري ألوان زيه الأخضر من لون العلم المصري القديم في اعقاب ثورة 1919 وذلك تعبيرًا عن الوطنية وتعزيزًا للانتماء في مواجهة الفرق الأجنبية التي سادت في مصر أثناء الاحتلال البريطاني للبلاد.
- شعار النادي المصري عبارة عن نسر أخضر باسط جناحيه لأعلى ويتوسط جناحيه قرص الشمس باللون الأخضر أعلى الرأس تعبيرًا عن التحدي والسيادة والقوة، لذا يعرف المصري بلقب النسور الُخضر، وتصميم الشعار مستمد من التراث الفرعوني وتحديدًا من قلائد توت عنخ أمون للتأكيد على الجذور الوطنية للنادي.[16]

## مباريات تاريخية

### اليوبيل الذهبي للنادي المصري
في 28 أكتوبر 1980 واجه المصري آينتراخت فرانكفورت بطل كأس الإتحاد الأوروبي آنذاك احتفالًا باليوبيل الذهبي "ذكرى مرور 50 عامًا على إنشاء النادي"؛ وهو الاحتفال الذي تأخر عن موعده عشر سنوات، حيث كان من المفترض إقامته في عام 1970 ليوافق مرور 50 عامًا على إنشاء المصري، إلا ان ظروف التهجير بعد حرب 1967 حالت دون التمكن من الاحتفال بالمناسبة في موعدها. وقد فاز المصري حينها بنتيجة 2-1، حيث سجل جمال جودة الهدف الأول للمصري من ضربة جزاء فى الدقيقة 15 من الشوط الأول وتعادل فوراثت لآينتراخت فرانكفورت من ضربة جزاء أيضًا فى الدقيقة 26 من نفس الشوط، وأحرز محمد صالح هدف المصري الثاني في الدقيقة 37 من الشوط الثاني ليفوز المصري بالمباراة.

## منشآت النادي

### المقرات
كان مقر النادي القديم يقع بشارع إبراهيم توفيق وهو المقر الذي تشغله حاليا جمعية الشبان المسلمين ببورسعيد، ثم انتقل النادي إلى مقر جديد بشارع 23 يوليو في أكتوبر 1955 وقام الرئيس الأسبق جمال عبد الناصر -والذي كان وقتها رئيسًا للوزراء- بانتداب السيد حسين الشافعي وزير الشئون الاجتماعية في ذلك الوقت لحضور حفل افتتاح مقر النادي الجديد.
انتقل المقر الرئيسي للنادي المصري منذ عام 1955 إلى شارع 23 يوليو بحي المناخ على أرض مساحتها 2028 مترًا مربعًا وكان يضم ستاد النادي المصري كرة الذي تتسع مدرجاته لـ18 ألف متفرج، ومضمار لألعاب القوى، وملعب لهوكي الانزلاق، وصالة للبلياردو، وصالة مغطاه لألعاب الصالات ككرة اليد والكرة الطائرة وكرة السلة وتنس الطاولة، إلا أنه تم البدء في هدم الستاد وجميع المنشآت الملحقة به عام بتاريخ 4 يوليو 2021 في إطار مشروع ضخم يستهدف إعادة بناء ستاد جديد للنادي المصري وفندق ومركز تجاري.
أنشأ النادي فرعًا جديدًا بحي الضواحي وتم افتتاحه رسميًا في 28 ديسمبر عام 2016 ويتيح الفرع الجديد مجالًا أوسع للنشاط الاجتماعي لأعضاء النادي، فضلًا عن اشتماله على عدد من المنشآت الرياضية التقليدية، كما يعكف النادي حاليًا على إنشاء فرعين جديدين أحدهما بحي الضواحي أيضًا والآخر بالمقر الفرعي السابق للنادي بمنطقة القنال الداخلي والذي تم هدمه في إطار الخطة الإنشائية للنادي وسيعاد تخطيطه وبنائه من جديد.

### الاستاد
ستاد النادي المصري هو الملعب الرئيسي للنادي المصري. يتسع لـ 18,700 مشجعًا ويقع في حي المناخ داخل المقر الرئيسي للنادي ببورسعيد، وقد تم افتتاحه عام 1955. ويُعد ملعب عبد الوهاب قوطة الكائن بفرع النادي بحي الضواحي هو ملعب التدريب الخاص بالنادي.

### الدوري المصري
| م | الفريق | لعب | ف  | ت  | خ  | أ.له | أ.ع | أ.ف | نقاط | التأهل أو الهبوط                              |
| - | ------ | --- | -- | -- | -- | ---- | --- | --- | ---- | --------------------------------------------- |
| 4 | فيوتشر | 34  | 15 | 13 | 6  | 34   | 23  | +11 | 58   | يتأهل إلى كأس الكونفيدرالية الإفريقية 2023–24 |
| 5 | المصري | 34  | 11 | 15 | 8  | 34   | 33  | +1  | 48   |                                               |
| 6 | إنبي   | 34  | 13 | 6  | 15 | 34   | 40  | −6  | 45   |                                               |

## قائمة اللاعبين

### التشكيلة الحالية
أخر تحديث 22 ديسمبر 2022

ملاحظة: تشير الأعلام إلى المنتخب بحسب قواعد الأهلية المعتمدة من قبل الفيفا؛ تنطبق بعض الاستثناءات المحدودة. وقد يحمل اللاعبون أكثر من جنسية لا تعترف بها الفيفا.
| الرقم | البلد   | المركز | اللاعب           |
| ----- | ------- | ------ | ---------------- |
| 1     | مصر     | حارس   | عصام ثروت        |
| 3     | الجزائر | مدافع  | عماد الدين بوبكر |
| 4     | مصر     | مدافع  | محمد دبش         |
| 5     | مصر     | وسط    | فريد شوقي        |
| 7     | مصر     | مدافع  | كريم العراقي     |
| 8     | مصر     | وسط    | عمرو موسى        |
| 9     | مصر     | وسط    | رجب عمران        |
| 10    | مصر     | مدافع  | حسن علي          |
| 12    | مصر     | مهاجم  | عبده يحيى        |
| 13    | مصر     | مدافع  | عمرو السعداوي    |
| 14    | تونس    | مهاجم  | إلياس الجلاصي    |
| 15    | مصر     | وسط    | إسلام عطية       |

| الرقم | البلد     | المركز | اللاعب          |
| ----- | --------- | ------ | --------------- |
| 17    | مصر       | مهاجم  | حسين السيد      |
| 20    | نيجيريا   | وسط    | إيميكا ايزي     |
| 21    | مصر       | وسط    | جريندو          |
| 30    | مصر       | مدافع  | إسلام أبو سليمة |
| 31    | مصر       | حارس   | محمد شحاتة      |
| 37    | الكاميرون | مهاجم  | فرانك إتوجا     |

تحت السن
ملاحظة: تشير الأعلام إلى المنتخب بحسب قواعد الأهلية المعتمدة من قبل الفيفا؛ تنطبق بعض الاستثناءات المحدودة. وقد يحمل اللاعبون أكثر من جنسية لا تعترف بها الفيفا.
| الرقم | البلد | المركز | اللاعب          |
| ----- | ----- | ------ | --------------- |
| 32    | مصر   | وسط    | كريم علاء       |
| 33    | مصر   | مهاجم  | مصطفى أيمن      |
| 34    | مصر   | وسط    | محمد مجدي الجمل |
| 35    | مصر   | وسط    | أحمد شداد       |

| الرقم | البلد | المركز | اللاعب        |
| ----- | ----- | ------ | ------------- |
| 36    | مصر   | حارس   | إيهاب العايدي |
| 38    | مصر   | مدافع  | إسلام المزين  |
| 39    | مصر   | وسط    | زياد فرج      |
| 40    | مصر   | وسط    | أسامة الجزار  |

### أبرز اللاعبين عبر التاريخ

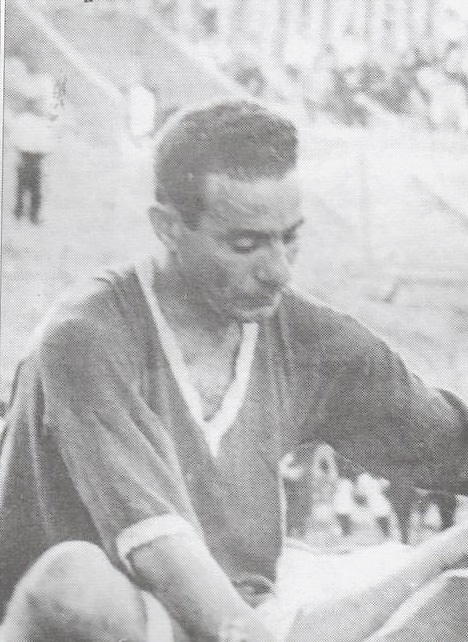
محمد التابعي (اشتهر أيضًا بالسيد الضظوي) هو أعلى لاعبي النادي المصري تهديفًا في بطولة الدوري برصيد 89 هدفًا.

|    |     | اللاعب         | عدد الأهداف |
| -- | --- | -------------- | ----------- |
| 1  | مصر | السيد الضظوي   | 89          |
| 2  | مصر | مسعد نور       | 87          |
| 3  | مصر | محمد شاهين     | 64          |
| 4  | مصر | جمال جودة      | 56          |
| 5  | مصر | محمد بدوي      | 45          |
| 6  | مصر | أحمد جمعة      | 39          |
| 7  | مصر | إبراهيم المصري | 32          |
| 8  | مصر | عوض الحارثي    | 28          |
| 9  | مصر | إينو           | 24          |
| 10 | مصر | ياسر محمد      | 23          |

## إحصائيات وسجلات

### سجل مشاركات الفريق إفريقيًا
| الموسم | المسابقة                     | الدور       | الفريق                  | على أرضه | خارج أرضه | إجمالي المباراتين |
| ------ | ---------------------------- | ----------- | ----------------------- | -------- | --------- | ----------------- |
| 1999   | كأس الكؤوس الأفريقية         | 1           | المريخ                  | 1–0      | 0–1       | 1–1 (4–3 ر.ج.)    |
| 1999   | كأس الكؤوس الأفريقية         | 2           | أشانتي كوتوكو           | 1–0      | 0–1       | 1–1 (2–4 ر.ج.)    |
| 1999   | كأس الكؤوس الأفريقية         | ربع النهائي | دراغون                  | 3–0      | 0–1       | 3–1               |
| 1999   | كأس الكؤوس الأفريقية         | نصف النهائي | الإفريقي                | 0–4      | 0–0       | 0–4               |
| 2002   | كأس الاتحاد الأفريقي للأندية | 1           | ماثار يونايتد           | 2–0      | 2–0       | 4–0               |
| 2002   | كأس الاتحاد الأفريقي للأندية | 2           | القوة الدفاعية لبتسوانا | 2–0      | 2–4       | 4–4 (ه.خ.د)       |
| 2002   | كأس الاتحاد الأفريقي للأندية | ربع النهائي | أديما                   | 2–0      | 1–0       | 3–0               |
| 2002   | كأس الاتحاد الأفريقي للأندية | نصف النهائي | شبيبة القبائل           | 1–0      | 0–2       | 1–2               |
| 2017   | كأس الاتحاد الكونفدرالي      | التمهيدي    | ايفاني ابواه            | 1–0      | 0–1       | 1–1 (3–0 ر.ج.)    |
| 2017   | كأس الاتحاد الكونفدرالي      | 1           | دجوليبا                 | —        | 0–2       | انسحاب            |
| 2017   | كأس الاتحاد الكونفدرالي      | الفاصل      | كامبالا سيتي            | 1–0      | 0–1       | 1–1 (3–4 ر.ج.)    |
| 2018   | كأس الاتحاد الكونفدرالي      | التمهيدي    | جرين بافلوز             | 4–0      | 1–2       | 5–2               |
| 2018   | كأس الاتحاد الكونفدرالي      | 1           | سيمبا                   | 0–0      | 2–2       | 2–2 (ه.خ.د)       |
| 2018   | كأس الاتحاد الكونفدرالي      | الفاصل      | مونانا                  | 2–1      | 1–1       | 3–2               |
| 2018   | كأس الاتحاد الكونفدرالي      | المجموعة ب  | سونغو                   | 2–0      | 1–1       |                   |
| 2018   | كأس الاتحاد الكونفدرالي      | المجموعة ب  | الهلال                  | 1-1      | 1–1       |                   |
| 2018   | كأس الاتحاد الكونفدرالي      | المجموعة ب  | النهضة البركانية        | 1–0      | 0–0       |                   |

أهداف المصري مكتوبة أولاً يليها أهداف المنافس في نتائج المباريات.

ملاحظات:

1. ↑  أوقف الفيفا نشاط اتحاد مالي لكرة القدم يوم 17 مارس 2017.[19] نتيجة لذلك، لم يعد ممكنًا استمرار ناديي دجوليبا وأونز كرياتورز الماليين في البطولات العالمية. ومن ثم تأهل منافسهما المصري و رايون سبورتس.[20]

### سجل مشاركات الفريق عربيًا
| الموسم  | المسابقة                                 | الدور       | الفريق      | نتيجة المباراة | نتيجة المباراة | نتيجة المباراة    |
| ------- | ---------------------------------------- | ----------- | ----------- | -------------- | -------------- | ----------------- |
| 1999    | البطولة العربية للأندية الفائزة بالكؤوس  | التصفيات    | اتحاد إب    | 5–0            | 5–0            | 5–0               |
| 1999    | البطولة العربية للأندية الفائزة بالكؤوس  | التصفيات    | الرياض      | 2–1            | 2–1            | 2–1               |
| 1999    | البطولة العربية للأندية الفائزة بالكؤوس  | التصفيات    | المريخ      | 1–1            | 1–1            | 1–1               |
| 1999    | البطولة العربية للأندية الفائزة بالكؤوس  | المجموعة أ  | القادسية    | 2–2            | 2–2            | 2–2               |
| 1999    | البطولة العربية للأندية الفائزة بالكؤوس  | المجموعة أ  | الفيصلي     | 0–0            | 0–0            | 0–0               |
| 1999    | البطولة العربية للأندية الفائزة بالكؤوس  | نصف النهائي | الاتحاد     | 1–2 (و.إ)      | 1–2 (و.إ)      | 1–2 (و.إ)         |
|         |                                          |             |             |                |                |                   |
| الموسم  | المسابقة                                 | الدور       | الفريق      | على أرضه       | خارج أرضه      | إجمالي المباراتين |
| 2007–08 | دوري أبطال العرب                         | دور الـ32   | الطليعة     | 0–1            | 0–0            | 0–1               |
| 2008    | كأس شمال إفريقيا للأندية الفائزة بالكؤوس | نصف النهائي | شبيبة بجاية | 1–0            | 0–2            | 1–2               |

أهداف المصري مكتوبة أولاً يليها أهداف المنافس في نتائج المباريات.

### أرقام قياسية
- حقق المصري أكبر نتيجة في تاريخ الدوري المصري الممتاز بفوزه على فريق بني سويف 11-0 بتاريخ 31 يناير عام 1964، وهو رقم قياسي لم يتمكن فريق آخر من تحطيمه حتى الآن في مباريات الدوري المصري.[21]
- النادي المصري هو ثاني أكثر الأندية مشاركة في الدوري المصري الممتاز بعد ناديي الأهلي والزمالك، حيث لم يغب عن المشاركة بالدوري الممتاز سوى في موسمي 1958-59 و1959-60 اللذين لعبهما في الدرجة الأدنى بعد هبوطه للمرة الوحيدة طوال تاريخه نتيجة لتأثر النادي بتداعيات العدوان الثلاثي.
- يعتبر السيد الضظوي الهداف التاريخي للنادي المصري في الدوري المصري الممتاز برصيد 89 هدفًا، فيما يأتي في المرتبة الثانية مسعد نور برصيد 87 هدفًا.
- حصل لاعبو المصري على لقب هداف الدوري المصري الممتاز أربع مرات بواسطة كل من السيد الضظوي في مواسم 1948-49 و1949-50 و1950-51 وجمال جودة في موسم 1981-82.
- تمثل رابطة مشجي النادي المصري المشهرة رسميًا كجمعية أهلية برقم 102 لسنة 1960 باسم جمعية رابطة مشجعي النادي المصري أول رابطة رسمية لجماهير فريق رياضي بمصر ويُعتقد أنها الأولى في الشرق الأوسط.
- يعد عبد الرحمن فوزي لاعب النادي المصري خلال الثلاثينيات هو أول لاعب مصري وعربي وأفريقي يحرز هدفين في كأس العالم عندما أحرز هدفين لمنتخب مصر أمام المجر في نهائيات كأس العالم لكرة القدم 1934 بإيطاليا.

## رؤساء النادي
قائمة رؤساء النادي المصري:
| - 1920–1925: أحمد بيك حسني - 1925–1930: محمد الطوبشي - 1930–1935: عوض بيك فقوسه - 1935–1940: إبراهيم يوسف لهيطه - 1940–1964: عبد الرحمن لطفي باشا - 1964–1967: اللواء خليل طرمان - 1971–1974: عبد الحميد حسين | - 1974–1978: محمد موسى افندي - 1978–1979: أحمد فؤاد المخزنجي - 1980–1980: اللواء إبراهيم المُر - 1980–1991: سيد متولي عبد الرحمن - 1991–1991: عادل الجزار - 1991–1997: سيد متولي عبد الرحمن - 1997–1997: كامل أبو علي | - 1998–2002: عبد الوهاب قوطه - 2002–2008: سيد متولي عبد الرحمن - 2008–2009: علي فرج الله - 2009–2013: كامل أبو علي - 2014–2015: ياسر يحيى - 2015–2022: سمير حلبية - 2022-الآن : كامل أبو علي |

## قادة الفريق
| - 01- علي مبروك - 02- حسن الديب - 03- حلمي مصطفى - 04- عبد الرحمن فوزي - 05- محمد حسن - 06- محمد جوده - 07- حمدين الزامك - 08- علي هلال - 09- السيد التابعي - 10- السيد علي (الكبير) - 11- منير جرجس (الليوي) - 12- عادل الجزار - 13- محمد شاهين[ ؟ ] - 14- عبود الخضري | - 15- مسعد نور - 16- طارق سليمان - 17- مصطفى أبو الدهب - 18- السيد عيد - 19- علي السعيد - 20- طلعت منصور - 21- إبراهيم المصري - 22- محمد عمر (الأكو) - 23- عمرو الدسوقي - 24- عبد الله رجب - 25- حسام حسن - 26- كريم ذكري - 27- عاشور الأدهم | - 28- أكوتي منساه - 29- أسامة عزب - 30- أحمد فوزي[ ؟ ] - 31- أسامة عزب - 32- إسلام صلاح - 33- عمرو موسى |

## الألقاب
- كأس مصر (1)
  - البطل 1998
  - الوصيف 1927، 1930، 1945، 1947، 1954، 1957، 1983، 1984، 1989، 2017
- كأس السلطان حسين (3)
  - البطل 1933، 1937,1934
  - الوصيف 1938
- دوري منطقة القناة (17)
  - البطل 1932، 1933، 1934، 1935، 1937,1936, 1938، 1939، 1940، 1941، 1942، 1943، 1944، 1945، 1946، 1947، 1948.(رقم قياسي)
- كأس الاتحاد المصري التنشيطية (1)
  - البطل 1992 (رقم قياسي)
  - الوصيف 1989
- كأس الرابطة المصرية
  - الوصيف 2023

## الرياضات الأخرى
يضم النادي المصري فرقًا لرياضات أخرى بجانب كرة القدم، مثل فرق كرة اليد، وألعاب القوى، والسباحة، والجمباز، والبلياردو، وتنس الطاولة، والهوكي.

## إذاعة المصري إف إم
تعد الإذاعة الرسمية للنادي المصري، وهي أول إذاعة رسمية يطلقها نادي رياضي في مصر، وقد بدأت بثها التجريبي بتاريخ 28 ديسمبر 2013.

## وصلات خارجية
- الموقع الرسمي للنادي المصري
- صفحة النادي المصري على موقع ترانسفير ماركت
- صفحة النادي المصري على موقع كووورة
- صفحة النادي المصري على موقع فيلجول